# Глен, Ника Николаевна
Ника Николаевна Глен (17 сентября 1928, Москва — 9 декабря 2005, там же) — советская, российская переводчица.

## Биография
Отец — Николай Владимирович фон Глен (1900, Казань - около 1969, Ялта), брат лексикографа Надежды Владимировны Глен-Шестаковой (урожд. фон Глен, 1896—1981), чьим мужем был писатель Николай Яковлевич Шестаков.
Окончила Московский государственный университет (1951). Работала в Издательстве иностранной литературы, затем в 1956—1983 годах в издательстве «Художественная литература», где курировала болгарскую литературу. В переводах Глен публиковались произведения Валерия Петрова, Эмилияна Станева, Йордана Радичкова, пьеса Радичкова «Попытка полёта» была поставлена во многих театрах России, в том числе во МХАТе (1984). Награждена орденом «Мадарский всадник» I степени (1998).
В 1958—1963 годах была литературным секретарём Анны Ахматовой. У Глен она оставила на хранение некоторую часть своего литературного архива; в 2005 году, незадолго до смерти, Глен передала этот архив в Музей Анны Ахматовой в Санкт-Петербурге. Никой Глен подготовлен к печати раздел переводов в Собрании сочинений Ахматовой в двух томах (1986) и книга Ахматовой «Узнают голос мой…: Стихотворения. Поэмы. Проза. Образ поэта» (1989, совместно с Львом Озеровым).
Кроме того, Глен была близка с Марией Петровых, сделала одну из немногих сохранившихся аудиозаписей её авторского чтения, составила (вместе с дочерью Петровых Ариной Головачёвой) посмертное «Избранное» Петровых (1991).
Похоронена на Ваганьковском кладбище.

## Переводы
- Данаилов, Георги. Не убить Моцарта! [печатный текст] / Данаилов, Георгий, Автор (Author); Щуркова, Надежда Егоровна, Автор обозрения, рецензии (Reviewer); Чутко, Н. Я., Автор обозрения, рецензии (Reviewer); Глен, Ника Николаевна, Переводчик (Translator); Лиханов, Альберт Анатольевич, Автор предисловия и т.п. (Author of introduction, etc.); Баженова, И. Н., Редактор (Editor). - Москва : Педагогика, 1986. - 127, [1] с.; 20 см.- 100 000 экземпляров   25 к.[6]